# Ткаліч Тетяна Михайлівна
Тетя́на Мих́айлівна Тка́ліч (нар. 30 травня 1975) — українська спринтерка, яка спеціалізувалася в бігу на 100 метрів.

## Життєпис
Вона завоювала бронзову медаль на 200 метрів на чемпіонаті світу 1994 року серед юніорів.
На чемпіонаті України з легкої атлетики 1998 року з бігу в естафеті 4×400 метрів команда здобула золоті медалі — вона та Зоя і Наталія Мауріни й Олена Буженко.
В естафеті 4×100 метрів вона фінішувала п'ятою на чемпіонаті Європи 2002 року.
На чемпіонаті України з легкої атлетики 2002 року команда здобула золото в естафеті 4×100 метрів — Марина Майданова, Ірина Кожемякіна, Анжела Кравченко та Тетяна Ткаліч.
Посіла четверте місце на чемпіонаті світу 2003 року.
Виступала в бігу на 100 метрів на Літніх Олімпійських іграх 2004 року.
Найкращий особистий час — 7,15 секунди на 60 метрів у приміщенні, досягла у січні 2004 року в Запоріжжі; та 11,25 секунди на 100 метрів — травень 2003 року у Харкові; 23,07 секунди на 200 метрів — вересень 1999 року у Києві.
Є співавторкою рекорду України у естафеті 4×100 метрів.